# Platypalpus albomicans
Platypalpus albomicans är en tvåvingeart som först beskrevs av Mario Bezzi 1892.  Platypalpus albomicans ingår i släktet Platypalpus och familjen puckeldansflugor. Inga underarter finns listade i Catalogue of Life.